# Cantone di Luzech
Il Cantone di Luzech è una divisione amministrativa dell'arrondissement di Cahors.
A seguito della riforma approvata con decreto del 13 febbraio 2014, che ha avuto attuazione dopo le elezioni dipartimentali del 2015, è passato da 13 a 26 comuni.

## Composizione
I 13 comuni facenti parte prima della riforma del 2014 erano:
- Albas
- Anglars-Juillac
- Bélaye
- Caillac
- Cambayrac
- Carnac-Rouffiac
- Castelfranc
- Douelle
- Luzech
- Parnac
- Saint-Vincent-Rive-d'Olt
- Sauzet
- Villesèque

Dal 2015 i comuni appartenenti al cantone sono passati a 26, ridotti poi a 22 dal 1º gennaio 2016 a seguito della fusione dei comuni di Belmontet, Lebreil, Montcuq, Sainte-Croix e Valprionde per formare il nuovo comune di Montcuq-en-Quercy-Blanc.:
- Albas
- Anglars-Juillac
- Bagat-en-Quercy
- Bélaye
- Caillac
- Cambayrac
- Carnac-Rouffiac
- Castelfranc
- Douelle
- Fargues
- Lascabanes
- Luzech
- Montcuq-en-Quercy-Blanc
- Montlauzun
- Parnac
- Saint-Cyprien
- Saint-Daunès
- Saint-Laurent-Lolmie
- Saint-Pantaléon
- Saint-Vincent-Rive-d'Olt
- Sauzet
- Villesèque